# Chantelle (företag)
Chantelle är en fransk underklädesfabrikant, grundad år 1876 av François Auguste Gamichon. Chantelle saluför behåar, trosor och nylonstrumpor.

### Webbkällor
- ”Chantelle”. Fashion Model Directory. https://www.fashionmodeldirectory.com/brands/chantelle/. Läst 25 september 2020.
- ”“Chantelle” Paris, Lingerie Couture Brand”. Lingerie Alley. https://web.archive.org/web/20140109230818/http://www.lingerie-alley.com/lingerie-brands/hello-world/. Läst 25 september 2020.
- ”Why Chantelle Bras Are A French Lingerie Favorite!”. Love of Lingerie. https://www.love-of-lingerie.com/chantelle-bras-are.html. Läst 25 september 2020.

1. ↑  hämtat från: franskspråkiga Wikipedia.[källa från Wikidata]